# Vinon-sur-Verdon
Vinon-sur-Verdon település Franciaországban, Var megyében. Lakosainak száma 4387 fő (2022. január 1.). Vinon-sur-Verdon Corbières, Gréoux-les-Bains, Saint-Paul-lès-Durance, Ginasservis, Saint-Julien és Beaumont-de-Pertuis községekkel határos.

## Népesség
A település népessége az elmúlt években az alábbi módon változott:
| Lakosok száma | 4198 | 4196 | 4312 | 4233 | 4242 | 4248 | 4280 | 4333 | 4387 |
|               | 2013 | 2015 | 2016 | 2017 | 2018 | 2019 | 2020 | 2021 | 2022 |